# Steve Yeager
Stephen Wayne Yeager (Huntington, Virginia Occidental, 24 de noviembre de 1948), más conocido como Steve Yeager, es un exjugador profesional estadounidense de béisbol que se desempeñó en la posición de lanzador en las Grandes Ligas de Béisbol (MLB). Logró obtener el premio MVP (jugador más valioso de la Serie Mundial).

## Carrera
Yeager jugó como profesional catorce temporadas en Los Angeles Dodgers (1972-1985), después pasó a Seattle Mariners, donde jugó una temporada (1986), y fue el equipo en el que se retiró.

## Premios
Fue galardonado con el MVP (jugador más valioso de la Serie Mundial) en una oportunidad (1981).